# Sumber Mulyo (Muara Sugihan)
Sumber Mulyo is een bestuurslaag in het regentschap Banyuasin van de provincie Zuid-Sumatra, Indonesië. Sumber Mulyo telt 1768 inwoners (volkstelling 2010).